# Johan Henrik af Mähren
Johan Henrik af Luxembourg eller Johan Henrik af Mähren (tjekkisk: Jan Jindřich Lucemburský; (tysk: Johann Heinrich von Luxemburg; fransk: Jean-Henri de Luxembourg eller Jean-Henri de Moravie) (12. februar 1322 i Mělník 35 km fra Prag – 12. november 1375 i Brno)) var greve af Tyrol i 1335–1341, og han var markgreve af Mähren i 1349–1375.

## Forældre
Johan Henrik af Luxembourg var søn af kong Johan den blinde af Bøhmen og Elisabeth, der var det sidste medlem af slægten Přemysliderne og arving til Kongeriget Bøhmen.

## Søskende
Johan Henrik var en yngre bror til Karl 4., der var konge af Bøhmen (som Karl 1.) og tysk-romersk kejser.

## Familie
Johan Henrik giftede sig fire gange. De tre af ægteskaberne var barnløse. 
Johan Henriks andet ægteskab var med Margarete af Troppau (1330–1363). De fik seks børn.
Margaretes og Johan Henriks ældste søn var Jobst af Mähren (1351–1411), der blev kurfyrste af Brandenburg, romersk konge og som forsøgte at blive tysk-romersk kejser. 